# Paul Montel (mathématicien)
Ne doit pas être confondu avec Paul Montel (éditeur).
Pour les articles homonymes, voir Montel.

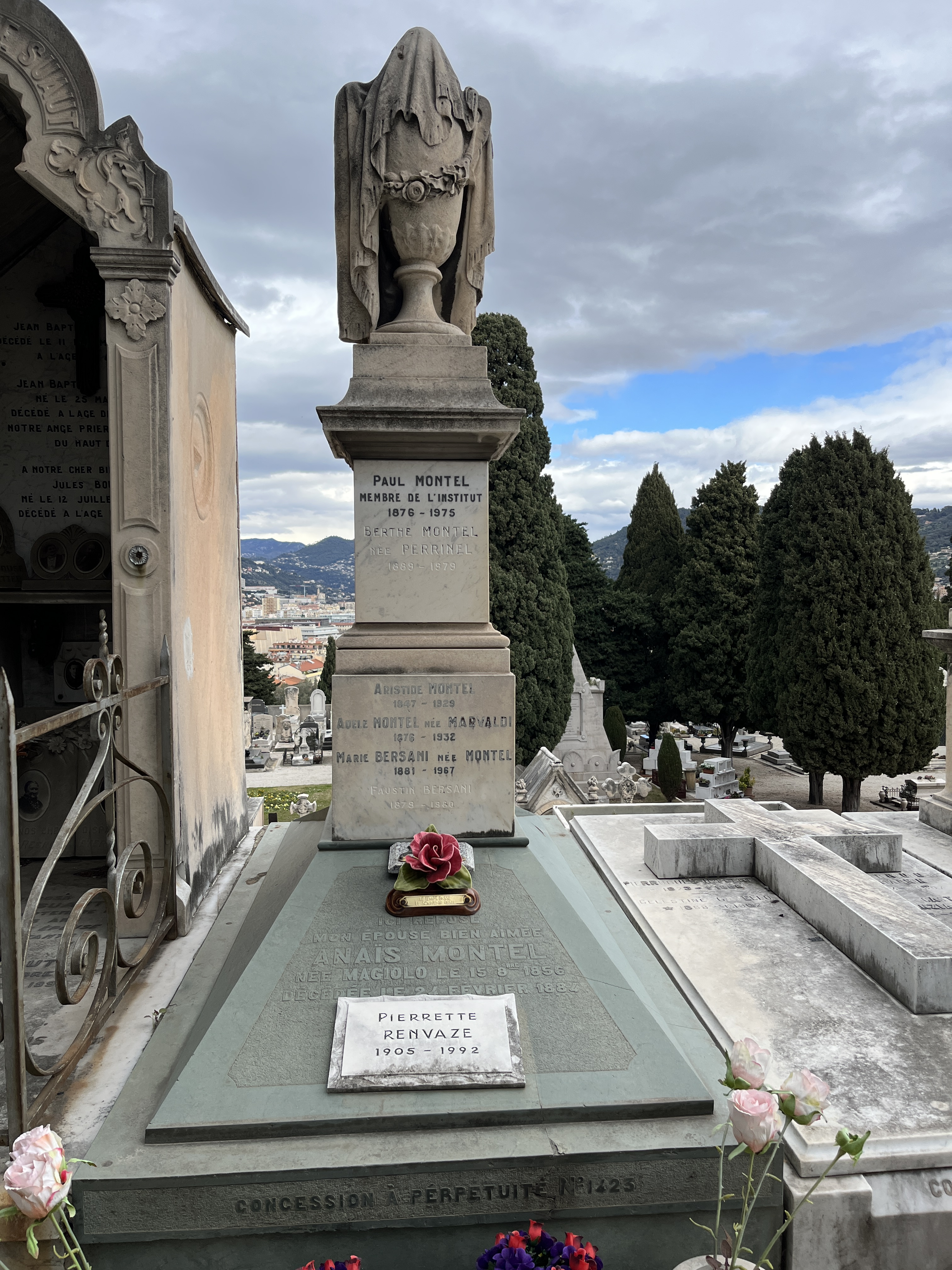
Sépulture de Paul Montel au cimetière du Château à Nice.

Paul Antoine Aristide Montel, né à Nice le 29 avril 1876 et mort à Paris le 22 janvier 1975, est un mathématicien français.

## Biographie
Il soutient son doctorat le 25 juin 1907 devant la commission d'examen de l'université de Paris (Appell, président, Painlevé et Borel examinateurs) Sur les suites infinies de fonctions où il dégage la notion de familles normales de fonctions analytiques.
Professeur au lycée Buffon, il est chargé en 1911 d'une conférence de mathématiques pour les candidats aux certificats de mathématiques préparatoires aux sciences physiques à la faculté des sciences, en remplacement de M. Blutel. Nommé professeur en 1922, il en est le doyen de 1941 à 1946, succédant à Charles Maurain. Il est également grand officier de la Légion d'honneur. Trésorier de l’association des Niçois de Paris « Lou Mesclun » créé en 1924 par Philippe Tiranty et Paul Gordeaux.
Il a donné son nom, entre autres, au théorème suivant (1912) :
« Soit f une fonction analytique, son argument z étant noté x + iy, régulière dans une demi-bande S définie par a < x < b et y > 0.

Si f est bornée dans S et si f(x + iy) tend, pour y tendant vers l'infini, vers une limite L pour une certaine valeur x comprise entre a et b, alors f(x + iy) tend vers L pour toute valeur de x comprise entre a et b pour y tendant vers l'infini. »
Ses travaux portent essentiellement sur la théorie des fonctions analytiques complexes.

## Prix et distinctions

### Académiques
Paul Montel reçoit le prix Francœur (1918), le prix Poncelet (1926) et le prix Petit d'Ormoy, Carrière, Thébault (1929).
Il est élu membre de l'Académie des sciences en 1937.

### Décorations
Grand officier de la Légion d'honneur (1954) ; Commandeur (1946) ; Officier (1932) ; Chevalier (1919).